# Alex, le destin d'un roi
Pour plus de détails, voir Fiche technique et Distribution.
Alex, le destin d'un roi ou L'Enfant qui voulut être roi au Québec est un film britannique réalisé par Joe Cornish et sorti en 2019. Il s'inspire de la légende arthurienne.

## Synopsis
Âgé de 12 ans, Alex Elliot est un écolier comme les autres. Mais sa vie va être totalement bouleversée lorsqu'il découvre Excalibur, l'épée magique légendaire du roi Arthur, le roi des Bretons. Alex va devoir désormais se transformer en héros et former une équipe de chevaliers composée de ses amis, de ses ennemis et du légendaire Merlin. Tous ensemble, ils vont tenter de vaincre la maléfique Morgane, venue du Moyen Âge pour détruire le monde.

## Fiche technique
Sauf indication contraire, les informations mentionnées dans cette section peuvent être confirmées par la base de données cinématographiques IMDb,  présente dans la section « Liens externes ».
- Titre original : The Kid Who Would Be King
- Titre français : Alex, le destin d'un roi
- Titre québécois : L'Enfant qui voulut être roi
- Réalisation et scénario : Joe Cornish
- Musique : Electric Wave Bureau
- Direction artistique : Nigel Evans
- Décors : Marcus Rowland
- Costumes : Jany Temime
- Photographie : Bill Pope
- Montage : Jonathan Amos et Paul Machliss
- Production : Tim Bevan, Eric Fellner et Nira Park

Producteurs délégués :James Biddle et Rachael Prior
- Sociétés de production : 20th Century Fox, Big Talk Productions et Working Title Films
- Société de distribution : 20th Century Fox (France, Royaume-Uni)
- Budget : 59 millions de dollars
- Pays d'origine :  Royaume-Uni
- Langue originale : anglais
- Format : couleur
- Genre : aventure, fantastique
- Durée : 120 minutes
- Dates de sortie[1] :
  - États-Unis, Canada : 25 janvier 2019
  - Royaume-Uni : 15 février 2019
  - France : 10 avril 2019

## Distribution
- Louis Ashbourne Serkis (VF : Aloïs Agaësse-Mahieu ; VQ : Adam Moussamih) : Alexander « Alex » Elliot
- Dean Chaumoo (VF : Isaac Lobé Lebel ; VQ : Matis Ross) : Bedders
- Tom Taylor (VF : Julien Crampon ; VQ : Nicolas Poulin) : Lance
- Rhianna Dorris (VF : Cerise Calixte ; VQ : Fanny-Maude Roy) : Kaye
- Rebecca Ferguson (VF : Laura Blanc ; VQ : Laurence Dauphinais) : Morgana
- Angus Imrie (VF : Maxime Baudouin ; VQ : Maxime Desjardins) : Merlin
- Patrick Stewart (VF : Pierre Dourlens ; VQ : Jacques Lavallée) : Merlin (dans sa forme âgée)[2]
- Denise Gough (VF : Aude Santier ; VQ : Eveline Gelinas) : Mme Elliot
- Noma Dumezweni (VF : Virginie Emane ; VQ : Camille Cyr-Desmarais) : Mme Lee
- Nathan Stewart-Jarrett (VF : Daniel Lobé ; VQ : François-Simon Poirier) : M. Kepler
- Mark Bonnar (VF : Régis Lang) : M. Jeffreys
- Alexandra Roach (VF : Laurence Sacquet ; VQ : Aurélie Morgane) : Mme Foster
- Genevieve O'Reilly (VF : Gaëlle Savary ; VQ : Julie Beauchemin) : tante Sophie
- Adam Buxton (VF : Jean Rieffel) : le guide à Stonehenge
- Nick Mohammed (VQ : Louis-Philippe Berthiaume) : M. Boyle

Doublage français[réf. nécessaire]
- Société de doublage : Dubbing Brothers
- Direction artistique : Pauline Brunel

Doublage québécois[réf. nécessaire]
- Société de doublage : Cinélume
- Direction artistique : François Trudel
- Adaptation des dialogues : Aurélie Laroche

## Production
Le tournage a lieu du 25 septembre 2017 à mars 2018,. Il se déroule dans les Cornouailles et à Londres en Angleterre ainsi qu'à Stevens Point dans le Wisconsin.

## Musique
La bande originale est composée par Electric Wave Bureau, un supergroupe londonien formé par Mike Smith, Suzi Winstanley, Nelson De Freitas et Damon Albarn,.

## Accueil

### Critique
Le film reçoit une note moyenne de 3,1 sur Allociné[réf. nécessaire].
Ecran Large trouve que le film est « beaucoup trop balisé et facile ». Le Figaro reste plus positif : « Rythmé, drôle, léger, on ressort le sourire aux lèvres de ce joli divertissement familial ».

### Box-office
| Pays ou région    | Box-office   | Date d'arrêt du box-office | Nombre de semaines |
| ----------------- | ------------ | -------------------------- | ------------------ |
| États-Unis Canada | 15 665 409 $ | 7 février 2019             | 3                  |
| France            | 547 415 $    |                            |                    |
| Royaume-Uni       | à venir      | -                          | -                  |
| Total mondial     | 20 789 981 $ | 12 février 2019            | en cours           |